# La línea paterna
La línea paterna es un documental mexicano estrenado en agosto de 1995 dirigido por Marisa Sistach y José Buil que muestra a un cineasta quien recupera fotos y películas filmadas por su abuelo en Papantla, Veracruz (México) en los años 20 y 30 del siglo XX.

## Protagonistas
- Ricardo Yáñez
- Familia Buil Güemes y descendientes
- Voladores de Papantla
- Pía
- Emiliano Huitzilín Buil

## Premios
- Mejor Documental - Premio Ariel 1996
- Mejor Guion Cinematográfico - Premio Ariel 1996
- Mejor Argumento Original - Premio Ariel 1996